# 異靈七殺
是一部1990年的美國砍殺電影，以及是的續集。本片由約翰·拉菲亞執導，由唐·曼西尼担任編劇。故事是第一集的兩年後。本片主演是亞歷斯·文森，重覆飾演安迪·巴克萊（Andy Barclay）；格里特·格雷厄姆和珍妮·艾格特飾演安迪的養父母；克莉絲汀·愛麗絲飾演Kyle；布拉德·道里夫聲演恰吉（Chucky）。本片在美國的上映時間為1990年11月9日。

## 劇情
劇情為前集的兩年後。
安迪（亞歷斯·文森 飾演）被一對夫婦收養，媽媽凱倫則進到了精神病院。
Play Pals Toys，製造出好孩子娃娃（Good Guys）的玩具公司，在事件之後，試圖以產品管理不當為由掩蓋事實。製作團隊將上集燒毀的恰吉娃娃（布拉德·道里夫 聲演）取回，打算重製，而在重製過程中，因機器當機意外（實為恰吉的魔力）導致一名工廠人員死亡。公司的首席執行長蘇利文（彼得·哈斯基爾 飾演）同時下令對外封鎖工人死亡的消息。
當晚，蘇利文的助理麥特森（格雷格·格曼 飾演）帶著重製好的恰吉娃娃離開公司，原來查爾斯的怨念還積附在娃娃上頭，最後，它將塑膠袋套住麥特森的頭使其活活窒息而死。
恰吉在殺死麥特森前，曾裝作安迪的叔叔向葛蕾絲小姐（葛蕾斯·薩布麗斯基 飾演）問出安迪寄養家庭的地址。之後，便趁黑夜悄悄潛入辛普森家，在客廳看到了湯米娃娃，一氣之下，拿了辛普森太太家傳的古董娃娃猛搥湯米娃娃，並將古董娃娃打碎，再將湯米娃娃埋到後院裡，便順理成章地取代了湯米的位置。隔天夜裡，大家熟睡之時，恰吉將安迪五花大綁，試圖施以巫術將靈魂轉嫁於安迪體內，最後因受到凱兒（克莉絲汀·愛麗絲 飾演）的干擾而作罷。安迪試著警告大家恰吉的存在及其危險性，但卻總是不被相信，只視為無稽之談。安迪養父菲爾（格里特·格雷厄姆 飾演）一怒之下，便把恰吉娃娃丟到了地下室。
隔天早上，恰吉跟著安迪到了新學校，並且試圖找機會抓住安迪。恰吉在安迪的作業圖畫上寫下不堪入目的字眼，導致安迪被新導師凱托威爾（貝絲·格蘭特 飾演）盯上，並懲罰他留校察看。此時機靈的安迪偷溜了回家，過了一小時後，老師回來觀察情況，卻發現安迪不見，只聽到儲物室傳來聲響便以為是安迪，最後被埋伏在儲物室裡的恰吉打死。逃回家的安迪不斷地想向養父母解釋一切，但是他們卻拉著安迪看著地下室裡的恰吉，而且依然不相信他所說的話。當晚，安迪從廚房拿了電動切肉器，準備到地下室殺了恰吉。而後，安迪便和恰吉一陣扭打，這聲響也吸引了菲爾前來察看，而當菲爾走下樓梯時，恰吉冷不防襲擊使得菲爾倒吊在樓梯間，此時菲爾才認清一切卻為時已晚，最後他從樓梯上摔落而死。安迪的新養母喬安（珍妮·艾格特 飾演）失去了一個丈夫，她堅信這事和安迪脫不了關係，便通知寄養中心將安迪帶回。
喬安告知凱兒必須處理掉恰吉娃娃。凱兒將恰吉娃娃扔入垃圾桶後，便在後院盪著鞦韆，但她赫然發現鞦韆下的小土堆裡竟埋著湯米娃娃，直到她回頭翻開垃圾桶，這才明白安迪說的都是實話。凱兒急忙衝回屋內，找出一把利刃準備對付恰吉，走了二樓才發現喬安已經遭到殺害，最後凱兒被恰吉威脅須帶著它去寄養中心找到安迪。當它們到了寄養中心後，恰吉將葛蕾絲小姐刺死，並且挾持著安迪上了貨車，打算離開寄養中心。最後安迪和恰吉跑到了玩具公司的工廠裡，恰吉再度施以巫術，但當儀式完成後，它卻因等待時間過久，咒語失去效用，只得永遠留在娃娃身軀裡。此時，凱兒突然現身解救了安迪，之後，雙方便在工廠裡展開追逐。最後，安迪取得絕佳契機，將滾燙的化學塑料噴澆於恰吉身上，原以為恰吉已經氣絕，卻在凱兒靠近時從塑料理站了起來，幸好凱兒機警將一旁的空氣管塞進恰吉嘴裡，由於大量灌氣的緣故，恰吉的頭以驚人的速度膨脹，最後整個爆炸。
確認恰吉死了之後，凱兒帶著安迪走出工廠時已經是早上了，安迪便問了凱兒接下來該怎麼辦，凱兒回答「回家」，但事實上兩人都不知道「家」究竟在哪？

## 演員
| 演員              | 角色                         | 備註                                                            |
| 布拉德·道里夫     | 恰吉 Chucky                  | 殺人狂娃娃。                                                    |
| 亞歷斯·文森       | 安迪·巴克萊 Andy Barclay     | 前集之後，安迪暫時被安置到寄養中心，接受輔導。                  |
| 珍妮·艾格特       | 喬安·辛普森 Joanne Simpson   | 安迪養母，似乎是被恰吉勒斃致死。                                |
| 格里特·格雷厄姆   | 菲爾·辛普森 Phil Simpson     | 安迪養父，後被恰吉襲擊以致摔落樓梯而死。                        |
| 克莉絲汀·愛麗絲   | 凱兒 Kyle                    | 辛普森夫婦早於安迪收養的青少女，叛逆獨行。                      |
| 葛蕾斯·薩布麗斯基 | 葛瑞絲·普爾 Grace Poole      | 寄養中心負責人，讓辛普森夫婦可代為領養安迪。 遭恰吉以利刃刺死。 |
| 彼得·哈斯基爾     | 蘇利文先生 Mr. Sullivan      | Play Pals Toys總執行長。                                        |
| 貝絲·格蘭特       | 凱托威爾女士 Miss Kettlewell | 安迪新學校的班導師，最後被恰吉打死。                            |
| 格雷格·格曼       | 麥特森 Mattson               | 蘇利文助理，遭恰吉悶死。                                        |
| 亞當·韋利         | Sammy                        |                                                                 |

## 外部連結
- 豆瓣电影上《異靈七殺》的資料 （简体中文）